# Grotenburg Stadion
Il Grotenburg Stadion è un impianto sportivo della città tedesca di Krefeld. Fu costruito nel 1927 e ha una capacità di 34.500 posti a sedere.